# Life (album av Ricky Martin)
Life är ett studioalbum av den puertoricanska sångaren Ricky Martin. Det gavs ut den 10 oktober 2005 och innehåller 12 låtar.

## Låtlista
| Nr  | Titel                     | Längd |
| --- | ------------------------- | ----- |
| 1.  | Til I Get to You          | 4:56  |
| 2.  | I Won't Desert You        | 3:49  |
| 3.  | I Don't Care              | 3:48  |
| 4.  | Stop Time Tonight         | 4:00  |
| 5.  | Life                      | 4:07  |
| 6.  | I Am                      | 3:31  |
| 7.  | It's Alright              | 3:31  |
| 8.  | Drop It on Me             | 3:54  |
| 9.  | This Is Good              | 3:35  |
| 10. | Save the Dance            | 4:04  |
| 11. | Qué Más Da (I Don't Care) | 3:29  |
| 12. | Déjate Llevar             | 3:34  |

## Listplaceringar
| Lista               | Topplacering |
| ------------------- | ------------ |
| Australien          | 44           |
| Belgien (Vallonien) | 47           |
| Finland             | 34           |
| Frankrike           | 61           |
| Italien             | 14           |
| Schweiz             | 17           |
| Spanien             | 8            |
| Sverige             | 34           |
| Österrike           | 60           |